# Gare Taras-Chevtchenko
Pour les articles homonymes, voir Chevtchenko.
La gare de Chevtchenko  (ukrainien : Імені Тарáса Шевчéнка (станція)) est l'une des deux gares ferroviaires située dans la ville de Smila en Ukraine.

## Histoire
La gare est ouverte en 1876. Elle porte le nom de Taras Chevtchenko, elle portait le nom de Bobrynska de sa création à 1936 du nom de son instigateur. Puis Postichev entre 1936 et 1938 et aussi Yejov entre 1938 et 1940.
La ville avait une importante sucrerie et le prince Alexandre Dondoukov-Korsakov fut contraint de faire communiquer les lignes Karkhiv-Mykolaïev avec la ligne Kyiv-Berestei et la compagnie de chemin de fer de Fastiv fut créée à cet effet. Mais ce fut le ministre russe comte Gueorguy Bobrynskyi qui réussit à faire appliquer cette construction.

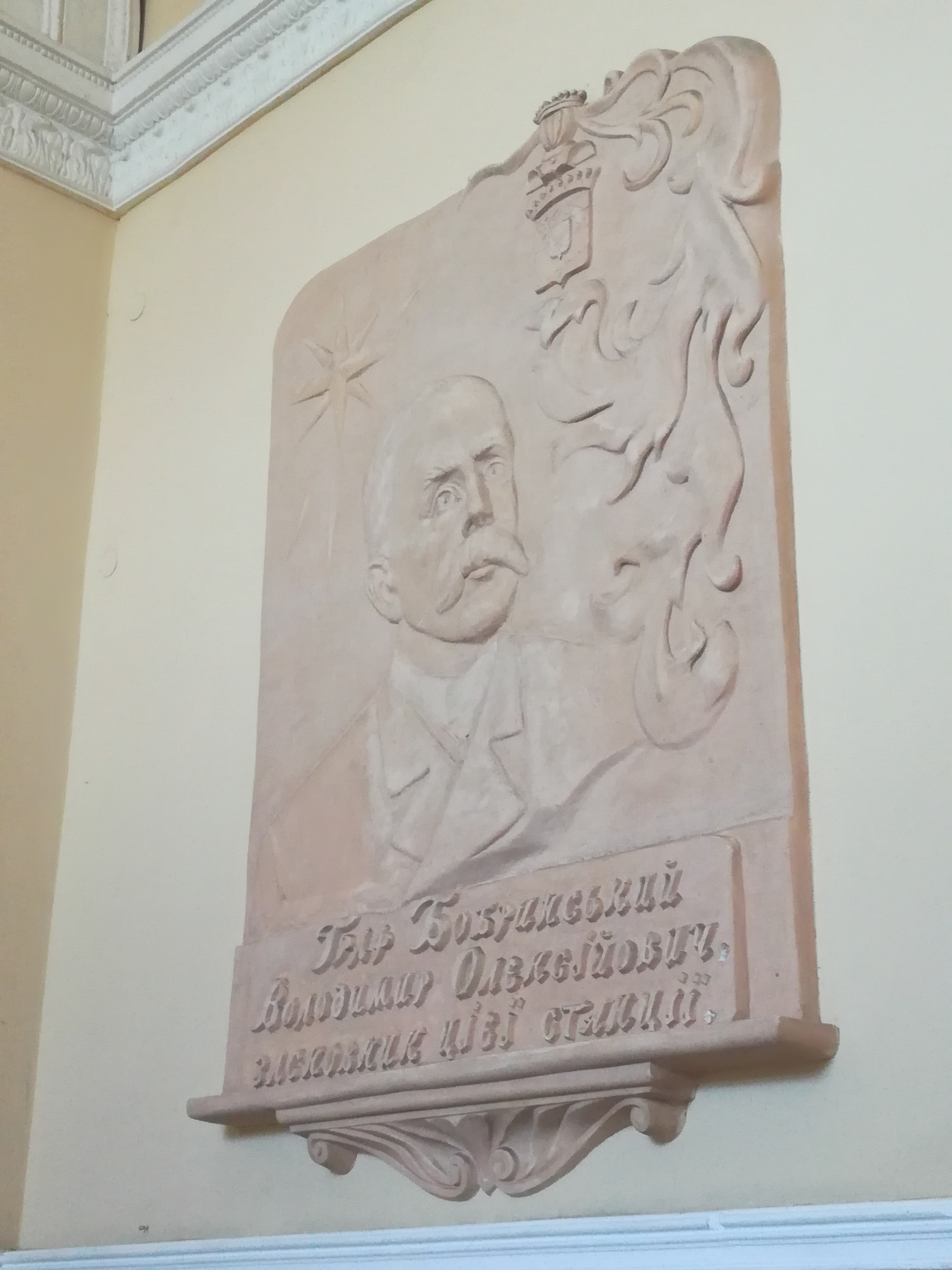
Plaque en mémoire du conte Bobrinsky.

## Service des voyageurs

### Accueil

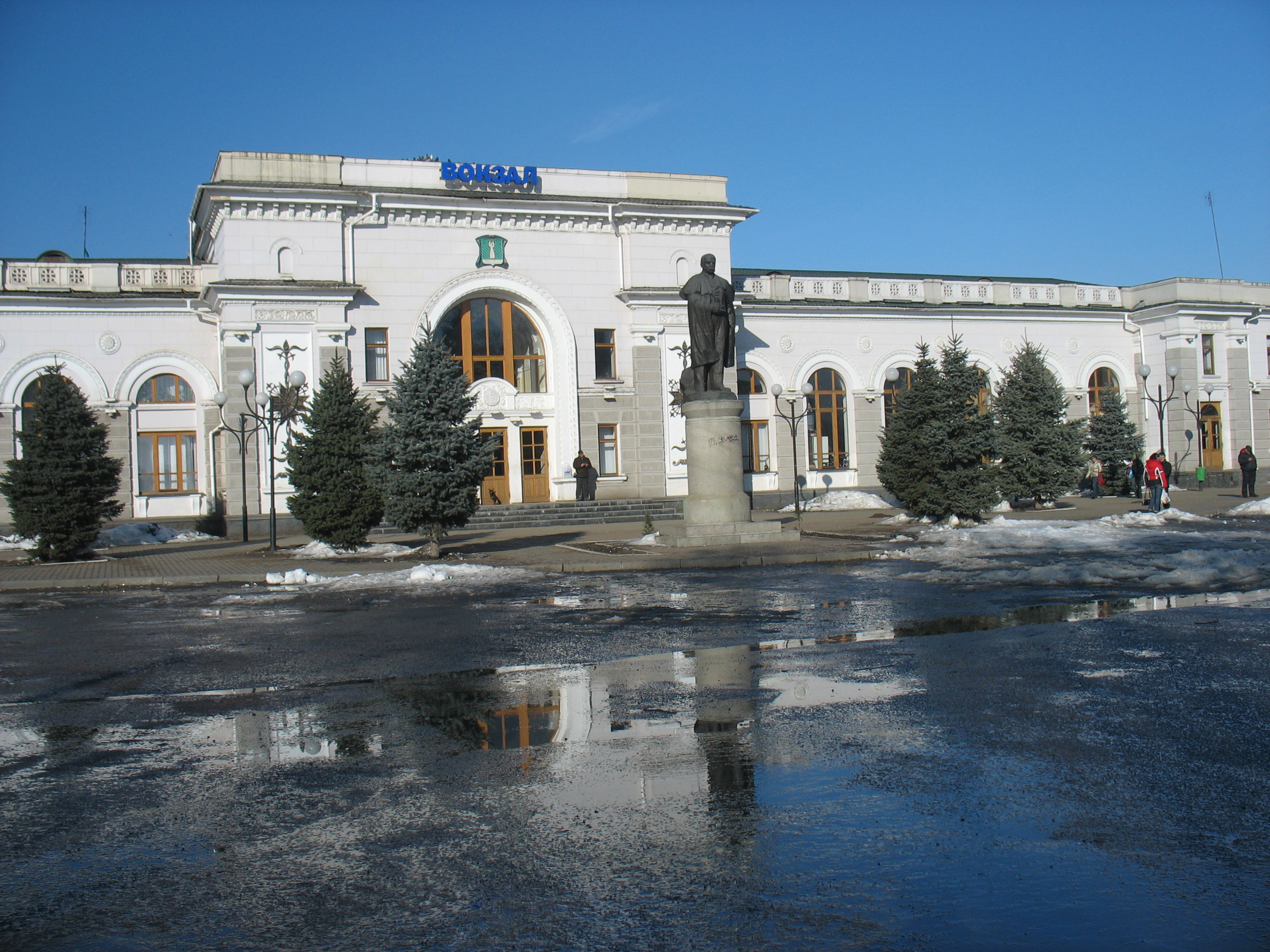
Avec sa statue de Chevtchenko.
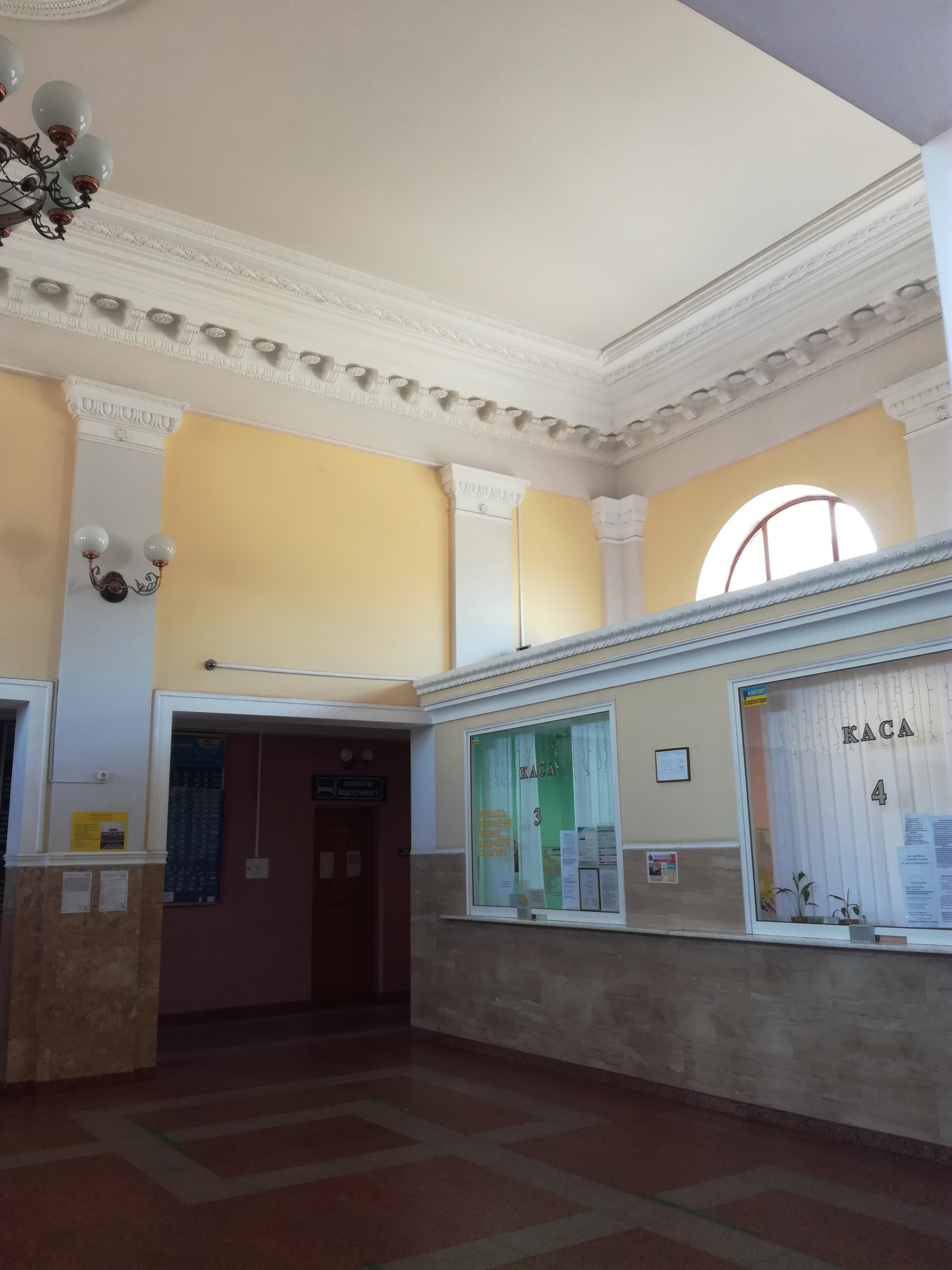
L'intérieur
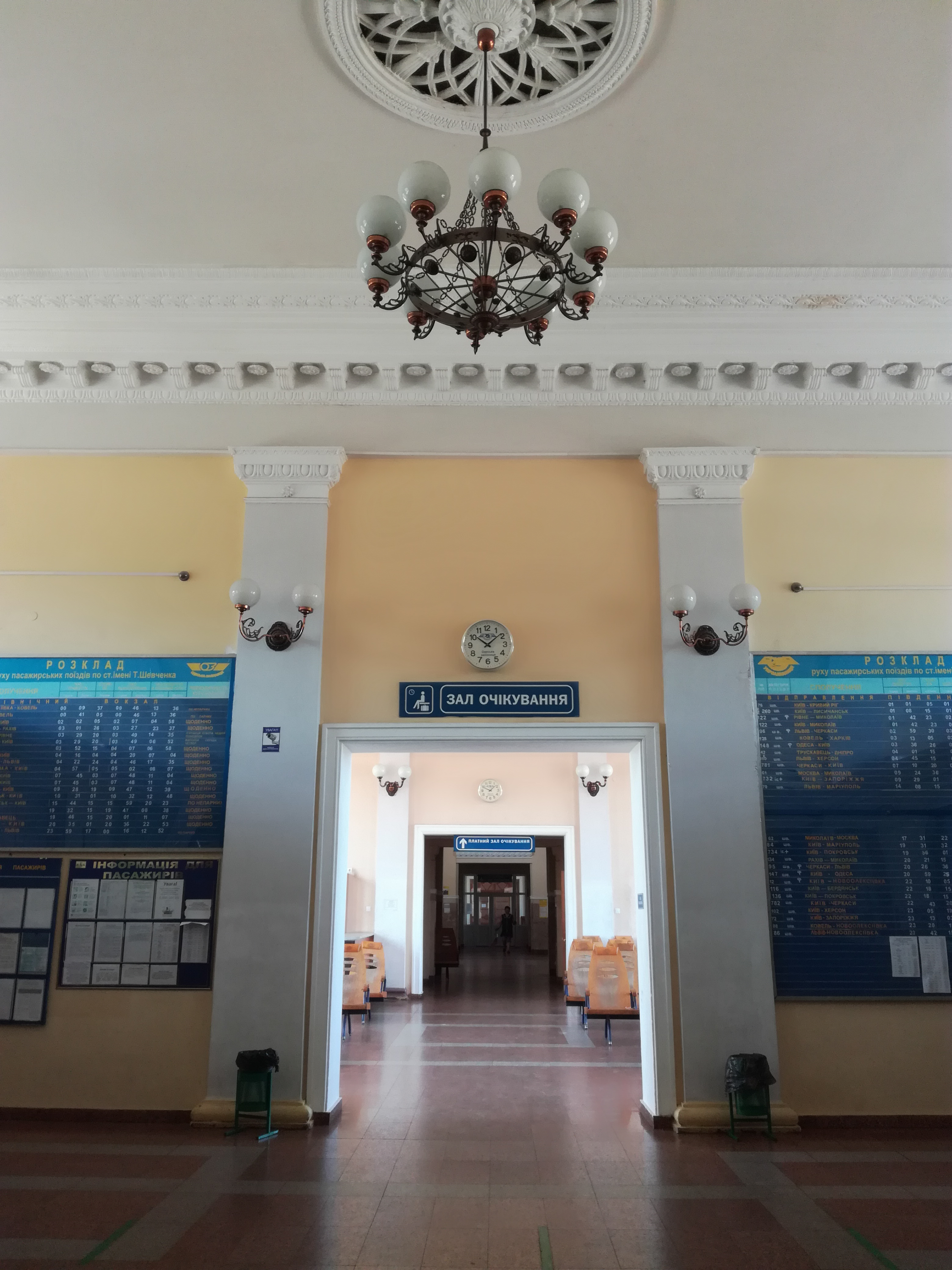
de la gare.